# Boos (Sena Marítimo)
Boos é uma comuna francesa na região administrativa da Normandia, no departamento de Sena Marítimo. Estende-se por uma área de 14,05 km². Em 2010 a comuna tinha 3 912 habitantes (densidade: 278,4 hab./km²).